# Lucía Lapiedra
Míriam Sánchez Cámara, de nom artístic Lucía Lapiedra (Madrid, 1 de febrer de 1981), és una actriu pornogràfica retirada i col·laboradora de televisió espanyola.

## Biografia
Míriam Sánchez Cámara va estudiar a les escoles madrilenyes Obispo Perelló, Corazón de María i Mater Inmaculata. De jove els seus pares es van separar, per la qual cosa es va criar amb el seu pare, madrastra i germà. 
El 2004, després de dos anys estudiant Enginyeria Informàtica a la Universitat Pontifícia de Salamanca, va deixar la carrera quan va conèixer al director de cinema Ramiro Lapiedra, que va començar amb ella una relació sentimental i la va convidar a introduir-se al cinema porno espanyol. Ramiro va començar a ser el seu representant i li va proporcionar el seu cognom artístic, "Lapiedra". a principis de 2005 va començar a aparèixer al programa Crónicas marcianas (Telecinco), on es despullava als carrers de Barcelona per veure la reacció de la gent.  Tot i declarar-se actriu porno en aquell temps, no existien pel·lícules seves a la venda. Mesos després va realitzar una aparició a Torrente 3 , adquirint encara més fama mediàtica i, segons ella mateixa, compaginant el seu treball en la indústria X espanyola i freqüents aparicions en discoteques.
No va ser fins a la segona meitat de 2005 quan realment va començar a aparèixer en un escàs nombre de pel·lícules pornogràfiques, en la seva immensa majoria dirigides pels germans Lapiedra, amb excepció de dues escenes rodades per a la productora de l'actor i director porno Nacho Vidal (a principis de 2006). A la primera de les escenes que va rodar per a ell apareix practicant sexe amb una dona emmascarada. Quan la pel·lícula es va llançar al mercat el febrer de 2006, Lucía Lapiedra va declarar que la dona era una famosa personalitat espanyola que apareixia sovint en programes del cor; en realitat era una actriu porno brasilera anomenada Morgana.
En l'estiu de 2006, després d'acabar la relació que mantenia amb Ramiro Lapiedra, va començar a treballar com a col·laboradora i directora executiva al programa TNT (Telecinco), i va iniciar una nova relació sentimental amb el periodista esportiu  Pipi  Estrada, alhora que va donar per finalitzat el seu treball com a actriu porno. A partir d'aquest moment va començar a créixer la seva fama de forma espectacular, va canviar el seu nom artístic pel de Míriam Sánchez i va començar a freqüentar programes del cor de Telecinco, en els quals acusava Ramiro Lapiedra d'abusos i maltractaments físics i psicològics, els quals van ser negats per aquest.  També en 2006 participa en la pel·lícula  Isi & Disi, alto voltaje  amb un cameo, interpretant-se a si mateixa. Aquest mateix any va treballar en el consultori sexual de la revistaFHM . Retirada del món del porno, va afirmar tenir intencions d'introduir-se en la indústria del cinema convencional, i va superar la seva addicció a la cocaïna, de la qual va afirmar haver-se'n rehabilitat.